# 山川村
山川村（やまかわむら）は茨城県結城郡に属していた村。

## 地理
現在の結城市の南東部に位置する。

## 歴史
村名は、かつて存在した山河荘と山川藩に由来する。

### 村域の変遷
- 1889年（明治22年）4月1日 - 町村制施行により、山王村、芳ヶ崎村、古宿新田、浜野辺村、水海道村、今宿村、新宿村、新宿新田、粕礼村、善右衛門新田が合併して発足。
- 1954年（昭和29年）
  - 3月14日 - 結城町に編入され飛地となる。同日山川村廃止。
  - 3月15日 - 結城町が絹川村、江川村、上山川村を編入・市制施行し結城市となる。飛地状態は解消。

変遷表
| 1868年 以前 | 1868年 以前  | 明治22年 4月1日 | 昭和29年      | 昭和29年 | 現在   |
| 1868年 以前 | 1868年 以前  | 明治22年 4月1日 | 3月14日       | 3月15日  | 現在   |
| ----------- | ------------ | --------------- | ------------- | -------- | ------ |
|             | 山王村       | 山川村          | 結城町 に編入 | 市制     | 結城市 |
|             | 浜野辺村     | 山川村          | 結城町 に編入 | 市制     | 結城市 |
|             | 芳賀崎村     | 山川村          | 結城町 に編入 | 市制     | 結城市 |
|             | 水海道村     | 山川村          | 結城町 に編入 | 市制     | 結城市 |
|             | 古宿新田     | 山川村          | 結城町 に編入 | 市制     | 結城市 |
|             | 粕礼村       | 山川村          | 結城町 に編入 | 市制     | 結城市 |
|             | 今宿村       | 山川村          | 結城町 に編入 | 市制     | 結城市 |
|             | 新宿村       | 山川村          | 結城町 に編入 | 市制     | 結城市 |
|             | 新宿新田     | 山川村          | 結城町 に編入 | 市制     | 結城市 |
|             | 善右衛門新田 | 山川村          | 結城町 に編入 | 市制     | 結城市 |

## 大字
- 山王（さんのう）
- 浜野辺（はまのべ）
- 芳賀崎（はがさき）
- 水海道（みっかいどう）
- 古宿新田（ふるじゅくしんでん）
- 粕礼（かすれい）
- 今宿（いまじゅく）
- 新宿（しんじゅく）
- 新宿新田（しんじゅくしんでん）
- 善右衛門新田（ぜんえもんしんでん）

## 人口・世帯

### 人口
総数 [単位： 人]
| 1891年（明治24年） | 3,136 |
| 1920年（大正 9年） | 4,655 |
| 1935年（昭和10年） | 5,364 |
| 1950年（昭和25年） | 6,502 |

### 世帯
総数 [単位： 世帯]
| 1920年（大正 9年） | 745   |
| 1935年（昭和10年） | 838   |
| 1950年（昭和25年） | 1,006 |